# Pryazovske
Pryazovske (ukrainien : Приазовське, russe : Приазовское, Priazovskoïe), littéralement « qui est près de la mer d'Azov », est une commune urbaine de l' Oblast de Zaporijjia (de jure)
 Oblast de Zaporojie (de facto), en Ukraine. Elle compte 6 423 habitants en 2021.

## Géographie

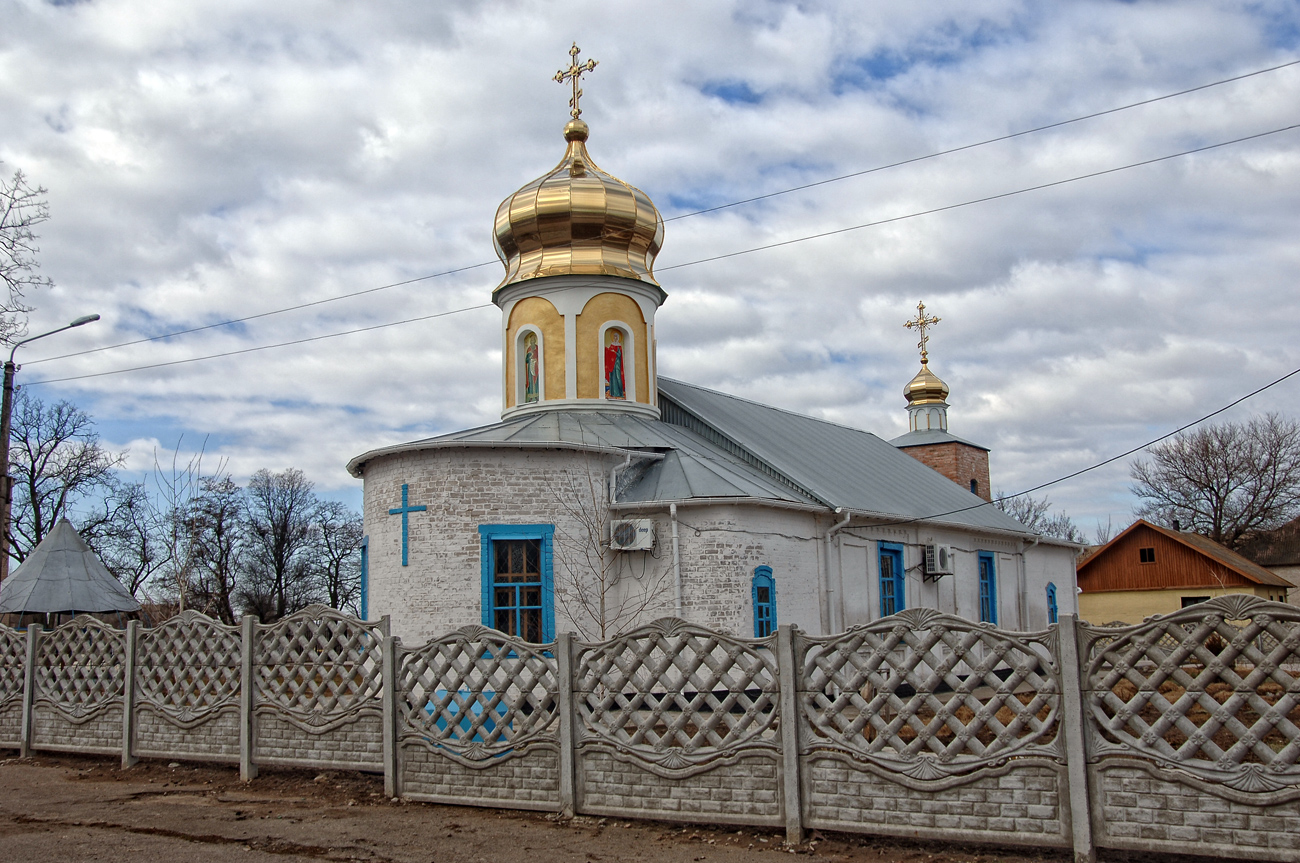
L'église du village.

Le village se trouve au bord de la rivière Domouzla à 2 km du village de Gamivka. Il est traversé par la route nationale M-14. Il est situé à 23 km au sud de Melitopol, à 52 km à l'ouest de Prymorsk, à 169 km à l'ouest de Marioupol.

## Histoire
Le village a été fondé au printemps 1860 lorsque 177 paysans d'Etat s'installent en ces lieux depuis le village d'Andriïvka dans l'ouïezd de Berdiansk. L'église de l'Intercession est construite deux ans plus tard et le village prend en conséquence le nom de Pokrovka Druha (c'est-à-dire: Intercession II); il prend son nom actuel en 1935 en référence à la mer d'Azov.
Le village est sous occupation allemande de l'automne 1941 au 20 septembre 1943, lorsqu'il est libéré par l'Armée rouge. Il obtient le statut de village de type urbain en 1957. En janvier 1989, sa population s'élève à 7 443 habitants et au 1er janvier 2013 à 6 821 habitants.
Début mars 2022, la zone passe sous contrôle de l'armée russe dans le cadre de l'invasion de l'Ukraine par la Russie.